# Serena Autieri
Serena Autieri (n. 4 aprilie 1976, Napoli, Italia) este o cântăreață și actriță italiană.